# Port lotniczy Ch’ŏngjin
Port lotniczy Ch’ŏngjin (kor. 어랑비행장) – port lotniczy w mieście Ch’ŏngjin, w Korei Północnej. Jest administrowany przez Koreańską Armię Ludową. Jest używane zarówno do celów wojskowych, jak i cywilnych.

## Linie lotnicze i połączenia
| Linia lotnicza | Kierunek           |
| -------------- | ------------------ |
| Air Koryo      | 1. Pjongjang-Sunan |